# Le Profiteur
Pour plus de détails, voir Fiche technique et Distribution.
Le Profiteur (Il sapròfita) est un film italien de Sergio Nasca sorti en 1974.
Une satire dénonçant la corruption du catholicisme en Italie méridionale.

## Synopsis
Dans un village des Pouilles, le séminariste Ercole devient le chauffeur et l'infirmier de Parsifal, le fils paraplégique des patrons d'une famille de propriétaires terriens riches et bigots. Ercole devient bientôt l'amant de la femme du patron, la belle baronne Clotilde. Dans un contexte familial et social où seuls l'argent, le sexe et le pouvoir comptent, chacun cherche à profiter de tous, mais le véritable saprophyte, l'organisme végétal qui se nourrit de substances organiques en décomposition, s'avère être Ercole lui-même.

## Fiche technique
- Titre français : Le Profiteur ou L'Opportuniste[2]
- Titre original : Il sapròfita[3]
- Réalisation : Sergio Nasca
- Scénario : Sergio Nasca
- Photographie : Giuseppe Aquari (it)
- Montage : Giuseppe Giacobino, Erminia Marani
- Musique : Sante Maria Romitelli (it)
- Décors : Giorgio Luppi
- Costumes : Mario Giorsi, Fiamma Redendo
- Maquillage : Adonella De Rossi
- Production : Roel Bos, Enzo Giulioli, Rinaldo Marsili
- Sociétés de production : Belial Film S.r.l.
- Format : Couleur - Son mono - 35 mm
- Pays de production :  Italie
- Langue de tournage : italien
- Genre : Drame romantique, étude de mœurs
- Durée : 100 minutes
- Dates de sortie : 
  - France : mai 1974 (Festival de Cannes 1974) ; 12 mars 1975 (sortie nationale)
  - Italie : 28 octobre 1974

## Distribution
- Valeria Moriconi : Baronne Clotilde Bezzi
- Al Cliver : Hercule
- Janet Agren : Teresa Auditori
- Maria Tedeschi : La grand-mère de Teresa
- Giancarlo Marinangeli : Parsifal Bezzi
- Cinzia Bruno : Brunilde Bezzi
- Leopoldo Trieste : Don Vito
- Pia Morra : Addolorata, la fantesca
- Giancarlo Badessi : Don Pio
- Daniele Dublino : prêtre du séminaire
- Carlo Monni : saint homme
- Nerina Montagnani : servante du saint homme
- Valentino Macchi : fasciste à l'enterrement
- Orazio Stracuzzi : serviteur
- Luca Sportelli : professeur de séminaire
- Barbara Herrera : dame à la veillée funèbre
- Clara Colosimo : dame à la veillée funèbre
- Rina Franchetti : bigote de l'église
- Marisa Traversi : dame à la veillée funèbre
- Dada Gallotti : prostituée dans le train
- Luigi Gatti (it) : Général Augusto Bezzi
- Marisa Chiummarulo : sœur d'Ercole
- Franca Chiummarulo : sœur d'Ercole
- Winni Riva : la mère d'Ercole

## Production
Le film marque les débuts de Sergio Nasca, ancien assistant de Marco Bellocchio, et est le premier film des acteurs Al Cliver et Carlo Monni.
Le film a été entièrement tourné à Ostuni (Pouilles) en 1973.